# Mad Dog and Glory
Mad Dog and Glory is een film uit 1993 van regisseur John McNaughton. De hoofdrollen worden vertolkt door Robert De Niro en Bill Murray.

## Verhaal
Wayne Dobie is een eenzame agent. Hij beschrijft zichzelf als iemand die niet knap is en die een gebrek aan moed heeft. Zijn collega's noemen hem dan ook ironisch genoeg Mad Dog. Op een avond worden Wayne en zijn goede collega Mike opgeroepen om een moord te onderzoeken. Na het onderzoek brengt Wayne nog even snel een bezoekje aan de nachtwinkel.
Daar ontdekt hij dat de winkelbediende vermoord is, en dat de dader nog een tweede persoon onder schot houdt. Wayne denkt heel even dat de moordenaar de winkelbediende is, maar ziet dan wat er echt aan de hand is. Wayne begint lichtjes te panikeren en probeert de dader om te praten. De persoon die onder schot gehouden wordt, is Frank Milo. Wayne helpt de dader uiteindelijk mee ontsnappen, zodat niemand gewond raakt. Frank Milo is een arrogante maffiabaas, die niet begrijpt waarom Wayne de moordenaar niet heeft doodgeschoten.
Een dag later wordt Wayne uitgenodigd voor een optreden van stand-upcomedians. Al snel blijkt dat een van de stand-upcomedians Frank Milo is. Frank is dus een maffiabaas, die in zijn vrije tijd een komiek speelt. Frank begrijpt dat hij arrogant was en wil Wayne bedanken voor hetgeen er in de nachtwinkel gebeurd is. Milo wil al zijn dromen laten uitkomen.
Wayne staat niet te springen om op het voorstel van de maffiabaas in te gaan. De volgende dag staat er echter een vrouw aan zijn deur. Ze heet Glory en werkt voor Frank. Haar broer heeft schulden bij Frank, en zij betaalt die af door voor hem te werken. Nu kreeg ze de opdracht om gedurende een week voor Wayne te zorgen. Wayne weet niet wat hem overkomt maar besluit haar niet aan de deur te zetten, uit schrik voor Frank.
De week met Glory wordt al snel de week van z'n leven. De twee groeien naar elkaar toe en worden verliefd. Maar dan wil Frank zijn "werkneemster" terug en komt het tot een strijd tussen de man die op haar verliefd is en de man die haar bezit.

## Rolverdeling
| Acteur         | Personage             |
| -------------- | --------------------- |
| Robert De Niro | Wayne "Mad Dog" Dobie |
| Bill Murray    | Frank Milo            |
| Uma Thurman    | Glory                 |
| David Caruso   | Mike                  |
| Mike Starr     | Harold                |
| Kathy Baker    | Lee                   |

## Test screenings
Een test screening is een vertoning van een film voor een beperkt publiek, alvorens hij uitkomt in de bioscoop voor het grote publiek. Zo kan de filmcrew kijken wat de reacties van het (grote) publiek zouden kunnen zijn. In het geval van Mad Dog and Glory waren de test screenings niet succesvol en dus werden er nog heel wat veranderingen doorgevoerd.
Niet Robert De Niro speelt de rol van maffiabaas Frank Milo, maar Bill Murray. De Niro speelde in zijn carrière vaak een gangster of een andere stoere man, waardoor het publiek liever hem in de rol van Frank Milo zag. De makers van de film hadden bewust gekozen om zowel De Niro als Murray geen typische rollen te geven, maar dat viel dus niet in de smaak bij de kijkers.
Zo was er een vechtscène tussen De Niro en Murray, die uiteindelijk herschreven werd. In de oorspronkelijke versie van de film won Murray de knokpartij, maar dat vonden de kijkers, die De Niro vaak associëren met zijn rol als bokser in Raging Bull (1980), niet geloofwaardig. Ook het personage van Uma Thurman werd aangepast omdat kijkers haar als een soort van slechterik zagen, hetgeen niet de bedoeling was van de filmmakers.

## Filmmuziek
De muziek van de film werd gecomponeerd door Elmer Bernstein.
1. "Cops and Robbers" - 6:44
2. "The Lonely Guy Theme" - 2:43
3. "Frank and Wayne" - 3:08
4. "Mad Dog and Glory" - 3:53
5. "Window Magic" - 4:07
6. "Just a Gigolo/I Ain't Got Nobody" - 4:42
  - Uitgevoerd door Louis Prima
7. "That Old Black Magic" - 2:55
  - Uitgevoerd door Louis Prima, Keely Smith

## Trivia
- Oorspronkelijk kon Robert De Niro de rol van Frank Milo spelen, maar hij wilde de rol van Wayne omdat hij al te vaak personages zoals Frank Milo had gespeeld.
- Ook Bill Murray koos de rol van Frank Milo omdat die niet leek op z'n vorige filmrollen.
- Richard Belzer heeft een kleine cameo in de film.
- De film speelt zich af in Chicago.
- Producer Martin Scorsese koos John McNaughton als regisseur nadat hij Henry: Portrait Of A Serial Killer had gezien.